# RFL Championship 1936-37
El Championship de 1936-37 fue la 42.º edición del torneo de rugby league más importante de Inglaterra.

## Formato
Los equipos se enfrentaron en formato de todos contra todos, los primeros cuatro equipos clasificaron a postemporada.
Se otorgaron 2 puntos por cada victoria, 1 por el empate y 0 por la derrota.

## Desarrollo

### Tabla de posiciones
| Pos. | Equipo                     | Encuentros | Encuentros | Encuentros | Encuentros | Puntos |
| Pos. | Equipo                     | PJ         | PG         | PE         | PP         | Puntos |
| ---- | -------------------------- | ---------- | ---------- | ---------- | ---------- | ------ |
| 1    | Salford Red Devils         | 38         | 29         | 3          | 6          | 61     |
| 2    | Warrington Wolves          | 38         | 28         | 3          | 7          | 59     |
| 3    | Leeds Rhinos               | 38         | 28         | 1          | 9          | 57     |
| 4    | Liverpool Stanley          | 38         | 26         | 3          | 9          | 55     |
| 5    | Wigan Warriors             | 38         | 26         | 0          | 12         | 52     |
| 6    | Castleford Tigers          | 38         | 25         | 2          | 11         | 52     |
| 7    | Hull FC                    | 38         | 24         | 2          | 12         | 50     |
| 8    | Wakefield Trinity          | 38         | 23         | 1          | 14         | 47     |
| 9    | Barrow Raiders             | 38         | 20         | 5          | 13         | 45     |
| 10   | St Helens Recreation RLFC  | 38         | 21         | 2          | 15         | 44     |
| 11   | Huddersfield Giants        | 38         | 21         | 1          | 16         | 43     |
| 12   | Hunslet FC                 | 38         | 21         | 0          | 17         | 42     |
| 13   | Oldham RLFC                | 38         | 20         | 1          | 17         | 41     |
| 14   | Halifax RLFC               | 38         | 19         | 3          | 16         | 41     |
| 15   | Bradford Northern          | 38         | 19         | 2          | 17         | 40     |
| 16   | Swinton Lions              | 38         | 19         | 2          | 17         | 40     |
| 17   | Broughton Rangers          | 38         | 18         | 3          | 17         | 39     |
| 18   | Keighley Cougars           | 38         | 19         | 0          | 19         | 38     |
| 19   | Hull Kingston Rovers       | 38         | 17         | 1          | 20         | 35     |
| 20   | Widnes Vikings             | 38         | 17         | 1          | 20         | 35     |
| 21   | Rochdale Hornets           | 38         | 15         | 1          | 22         | 31     |
| 22   | St Helens RFC              | 38         | 13         | 4          | 21         | 30     |
| 23   | Streatham and Mitcham RLFC | 38         | 14         | 0          | 24         | 28     |
| 24   | York FC                    | 38         | 14         | 0          | 24         | 28     |
| 25   | Batley Bulldogs            | 38         | 12         | 2          | 24         | 26     |
| 26   | Dewsbury Rams              | 38         | 12         | 1          | 25         | 25     |
| 27   | Bramley RLFC               | 38         | 10         | 1          | 27         | 21     |
| 28   | Leigh Centurions           | 38         | 5          | 4          | 29         | 14     |
| 29   | Newcastle RLFC             | 38         | 5          | 1          | 32         | 11     |
| 30   | Featherstone Rovers        | 38         | 5          | 0          | 33         | 10     |

|  | Clasificados a postemporada. |

### Postemporada

#### Semifinal
| 24 de abril de 1937 | Salford Red Devils | 15 - 7 | Liverpool Stanley |  |  |

| 24 de abril de 1937 | Warrington Wolves | 12 - 2 | Leeds Rhinos |  |  |

#### Final
| 1 de mayo de 1937 | Warrington Wolves | 11 - 13 | Salford Red Devils | Central Park, Wigan |  |

| Bandera de Inglaterra      |
| Campeón Salford Red Devils |
| Tercer título              |